# Josef Poulík
Josef Poulík (6. srpna 1910 Jiříkovice – 28. února 1998 Brno) byl český archeolog, odborník na tzv. střední dobu hradištní (velkomoravské období). Proslul zejména výzkumy lokality Valy u Mikulčic.

## Život
Narodil se v Jiříkovicích u Brna. Studoval nejprve na Průmyslové škole textilní a na reálném gymnasiu. Zájem o archeologii, resp. archeologické nálezy v okolí svého rodiště, projevovaný již od dětství, ho přivedl k zaměstnání technika v laboratoři archeologického oddělení Moravského zemského muzea v Brně, kde působil v letech 1934-1942. Vystudoval archeologii na Karlově univerzitě v Praze. Od roku 1942 pracoval v brněnské pobočce Státního archeologického ústavu v Praze, kde byl od roku 1945 vedoucím. Roku 1953 se jeho pracovištěm stal Archeologický ústav ČSAV. Zkoumal hlavně archeologické lokality a sídliště starých Slovanů.
Pod jeho vedením bylo v květnu a červnu roku 1941 prozkoumáno rozsáhlé keltské pohřebiště ze 4. až 3. století př. n. l. v Brně-Maloměřicích. Josef Poulík byl spolu se dvěma kolegy (Čeněk Staňa, Anna Medunová) vedoucím archeologického výzkumu hradiska Staré Zámky u Líšně v letech 1948-1965, v letech 1948-1950 prokopal knížecí mohylu doby stěhování národů na Žuráni u Brna. Koncem roku 1949 vedl záchranný výzkum v lokalitě Špitálky ve Starém Městě; ten ho přivedl k výzkumu velkomoravského období.
Věhlas v oblasti slovanské archeologie však získal především díky svým výzkumům na lokalitě Valy u Mikulčic, dnes známé pod oficiálním označením „Slovanské hradiště v Mikulčicích“, kde byl po celou řadu let vedoucím systematického archeologického výzkumu v období 1954- 1975. Vedl i práce na vytvoření dalších muzejních expozic na Valech, kde byly prezentovány dosavadní archeologické nálezy. Ve známost v českých zemích, v Evropě i ve světě vešly Mikulčice díky jeho odborným i populárně naučným pracím, knihám a článkům, jichž bylo přes 230. V roce 1962 obhájil docenturu na tehdejší brněnské Universitě Jana Evangelisty Purkyně a v roce 1964 byl na této univerzitě jmenován profesorem. V oblasti archeologie měl řadu žáků, následovníků a nástupců.
Obdržel řadu vysokých státních vyznamenání (i zahraničních) a za své zásluhy se stal čestným občanem Mikulčic. Byl členem a funkcionářem tehdejší Komunistické strany Československa. V letech 1971-1977 byl předsedou Mezinárodní unie slovanských archeologů a po dlouhé období byl ředitelem Archeologickému ústavu ČSAV v Brně. V letech 1972–1977 byl místopředsedou Československé akademie věd.

## Tituly
- doktor filosofie 1946
- doktor věd 1961
- docent 1962
- profesor 1966

## Řády a vyznamenání
- Zemská cena osvobození (1947)
- Státní cena Klementa Gottwalda (1949, 1977),
- Státní vyznamenání Za zásluhy o výstavbu (1964)
- Řád práce (1970)
- Řád Vítězného února (1975)
- Řád republiky (1980)
- Zlatá medaile University Jana Evangelisty Purkyně v Brně (1970)
- Medaile Františka Palackého
- Stříbrná medaile švédské akademie věd
- Medaile k 50.výročí založení Mongolské lidové republiky
- Pocta Björnstejne Björnsena (1997)
- Cena ČSAV za objev prvních kostelů v Mikulčicích (1957)

## Jiné pocty
- člen-korespondent ČSAV (1969)
- akademik (1972)

## Členství v organizacích
- vědecká rada Karlovy univerzity a Národního muzea
- Hlavní výbor Československé společnosti archeologické
- Celostátní komise pro obhajoby doktorských a kandidátských disertací
- Československý pugwashský výbor
- Stálá rada Mezinárodní unie věd prehistorických a protohistorických
- Stálá rada Mezinárodní unie slovanské archeologie
- Archeologický ústav Rakouska
- Archeologický ústav NDR
- Akademie věd Saska
- Akademie věd Bavorska
- Akademie věd Bulharska
- Akademie věd NDR

## Čestné členství v organizacích
- Moravskoslezský archeologický klub
- Muzejní a vlastivědná společnost v Brně

## Předsednictví v organizacích
- Československý archeologický komitét
- Archeologická oborová komise
- Ústřední komise státní památkové péče
- Národní komitét slavistů
- Československo-sovětská historická komise při ČSAV
- Stálá rada Mezinárodní unie slovanské archeologie

## Dílo
- Staroslovanská Morava (1948)
- Jižní Morava - země dávných Slovanů  (1948, 1950)
- Z hlubin věků (1956)
- Staří Slované budují svůj stát (Gottwaldov 1960)
- Velkomoravské hradiště Mikulčice (Gottwaldov 1959, Brno 1962)
- Dvě velkomoravské rotundy v Mikulčicích (Praha 1963)
- Pevnost v lužním lese (1967)
- Mikulčice : Velkomoravské mocenské ústředí (Praha 1974)
- Mikulčice - pevnost a sídlo knížat velkomoravských (Praha 1975)
- Žuráň v dějinách střední Evropy (1995)